# Янчевський Микола Олександрович
Микола Олександрович Янчевський (2 грудня 1888 — †?) — полковник Армії УНР.

## Життєпис
Народився у м. Золотоноша Полтавської губернії.
Закінчив Єлисаветградське кавалерійське училище (1910), вийшов корнетом до 11-го драгунського Ризького полку (Крем'янець), у складі якого брав участь у Першій світовій війні. У 1917 р. — командир ескадрону цього полку. З березня 1917 р. — командир 3-го ескадрону 7-го запасного кінного полку (Борисоглєбськ). Останнє звання у російській армії — підполковник.
З серпня 1917 р. — командир кінної сотні Одеської Гайдамацької бригади військ  Центральної Ради.
З 8 липня 1918 р. — херсонський повітовий військовий комендант.
У 1919 р. — помічник командири та командир 28-го кінного ім. М. Залізняка (згодом — 8-го кінного) полку Дієвої армії УНР.
У 1920—1921 рр. — помічник командира 1-го кінного полку Чорних запорожців 1-ї Запорізької стрілецької дивізії Армії УНР.
У 1920—1930-х рр. жив на еміграції у Польщі.
Подальша доля невідома.